# Is This the World We Created...?
〈Is This the World We Created...?〉는 영국의 록 밴드 퀸의 노래로, 1984년 열한 번째 스튜디오 음반인 《The Works》에 처음 발매되었다.
이 노래는 1984년부터 1986년까지 모든 퀸 콘서트에서 연주되었다. 그것은 1985년 라이브 에이드의 피날레의 일부였다. 그 노래는 가장 짧지만 《The Works》에서 가장 유명한 노래들 중 하나이다. 라스트 FM에서 2만 건이 넘는 조회수를 기록하고 있다.

## 참여 인원
- 프레디 머큐리 - 보컬
- 브라이언 메이 - 어쿠스틱 기타